# Ngô Xuyên
Ngô Xuyên (chữ Hán giản thể: 吴川市, âm Hán Việt: Ngô Xuyên thị) là một thị xã thuộc địa cấp thị Trạm Giang, tỉnh Quảng Đông, Cộng hòa Nhân dân Trung Hoa. Thị xã Ngô Xuyên có diện tích 848 km². Dân số của Ngô Xuyên năm 2002 là 1 triệu người. Nhiệt độ trung bình năm của thị xã này là 23 độ C, lượng mưa trung bình năm là 1600 mm. Thị xã này có mã số bưu chính 524500, mã vùng điện thoại 0759, biển số xe bắt đầu bằng 粤G. Chính quyền thị xã đóng tại nhai đạo Mai Lục.